# Eino Grön
Pour les articles homonymes, voir Grön.
Eino Joel Grön (né le 31 janvier 1939 à Reposaari) est un chanteur finlandais de tango.

## Biographie
Eino Grön passe ses hivers à Palm Beach, en Floride et a aussi la citoyenneté américaine. 
L'épouse de Grön, Marjatta Grön, habite de façon permanente dans une maison de retraite à Espoo depuis l'automne 2015 en raison de graves problèmes de mémoire.

## Carrière
La carrière de chanteur d'Eino Grön commence à Pori en 1957 en tant que soliste avec des groupes locaux. 
Son premier enregistrement est réalisé en 1958, et il effectue une percée l'année suivante avec la chanson Liian paljon rahaa. Eino Grön est l'une des personnalités les plus emblématiques de la scène musicale populaire finlandaise. Il est surtout connu comme chanteur de tango, mais ses styles varient du Schlager finlandais au jazz et à la musique religieuse, comme les chants de Noël traditionnels.
Il a réalisé des enregistrements avec de nombreux autres artistes comme des musiciens de tango argentin et le clarinettiste de jazz finlandais Antti Sarpila. La discographie d'Eino Grön comprend 28 albums studio et de nombreuses compilations.

## Prix et reconnaissance
- Prix Emma, 1993
- Médaille Pro Finlandia, 2001

## Discographie

### Albums en studio
- Tangoserenadi - Eino Grön laulaa (1969)
- Rakkaustarinoita (1971)
- Ikivihreä Eino Grön (1971)
- Eino Grön laulaa suomalaisia tangoja (1973)
- Eino Grön (1973)
- Hetki muistoille (1974)
- Meidän laulumme (1975)
- Hartaita lauluja (1977)
- Eino Grön mestareiden seurassa (1977)
- Vanhat tutut (1977)
- Ciao ciao bambina (1979)
- Merellä ja kotisatamassa (1983)
- Tangon kotimaa (1984)
- Bandoneon (1987)
- Eino Grön (1987)
- Mustarastas: Suomalaisia laulelmia (1989)
- Sininen ja valkoinen (1990)
- Ikivihreä (1991)
- Sulle lauluni laadin (1992)
- Kotikirkkoni: Eino Grön laulaa Tuomaslauluja (1992)
- Kuinka kaunista on (1995)
- Eikka Porin maisemissa (1996)
- Vähemmän kiirettä, enemmän aikaa (1997)
- Unelmatangoja (1997)
- La Strada (1999)
- Sinut löysin uudestaan (1999)
- Romanttinen Eino Grön (2000)
- Lapsuusajan joulu (2000)
- Kotikirkkoni (2002)
- Yötuuli (2003)
- Mäntyluodon satama (2003)
- Antti Sarpila featuring Eino Grön: Swinging Christmas (vol. 3) (2003)
- Antti Sarpila meets Eino Grön: Swingin' n' Singin' (2004)
- Valkea joulu (2006)
- Minun jouluni (2007)
- Eino Grön Toivo Kärjen matkassa (2015)
- Rakkaimmat joululauluni (2016)
- Kohtalon kitara (2017)

### Compilations
- Eino Grön (1965)
- Eino Grön (1967)
- Eino Grön laulaa tangoja (1967)
- 16 tangoa[2] (1970)
- 16 tangoa 2[2] (1973)
- Romanttinen Eino Grön (1974)
- 16 tähteä – 16 iskelmää [2] (1975)
- 16 tangoa  (1978)
- Toiset 16 tangoa [2] (1978)
- Parhaat päältä (1978)
- Kauneimmat valssit (1980)
- Meidän tangomme (1981)
- Suomalaisen tangon taikaa (1982)
- 28 ikivihreää (1988)
- Parhaat (1993)
- 20 suosikkia – Seinillä on korvat (1995)
- 20 suosikkia – Tango d'amore (1997)
- 20 suosikkia – Tangokavaljeeri (1998)
- 20 suosikkia – Soi maininki hiljainen (1998)
- Musiikin tähtihetkiä (vol. 16) (2001)
- 20 suosikkia – Suudelmin suljetut kirjeet (2002)
- 20 suosikkia – Kotona taas (2002)
- Suomi huiput: 20 Hittiä (2003)
- Jokainen päiväni – Kauneimmat lauluni (2006)
- Tämä elämä – Kaikkien aikojen parhaat (2008)
- Lauluja rakkaudesta – vuosikymmenten suosikit (2011)
- Samettisilmäinen tyttöni (2013)
- Muistojen laulut (2019)